# Montaldo Roero
Montaldo Roero ist eine Gemeinde in der italienischen Provinz Cuneo (CN), Region Piemont.

## Lage und Einwohner
Montaldo Roero liegt 64 Straßenkilometer nordöstlich von der Provinzhauptstadt Cuneo entfernt, in der Landschaft Roero. Das Gemeindegebiet umfasst eine Fläche von 11,84 km² und hat 873 Einwohner (Stand 31. Dezember 2023). 
Die Nachbargemeinden sind Baldissero d’Alba, Ceresole Alba, Corneliano d’Alba, Monteu Roero und Vezza d’Alba. 

## Geschichte

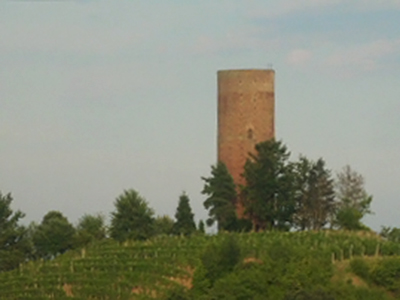
Der Turm von Montaldo

Die mittelalterliche Dokumentation des Ortsnamens ist in der Reihe verschiedener „Montaldo“ nicht leicht nachzuvollziehen, auch wenn ihre Interpretation der für Montaldo di Mondovì angegebenen ähnelt. Montaldo wurde zum ersten Mal in einer Urkunde aus dem Jahr 1153 erwähnt, mit der Papst Eugen III. den Ort der Kirche von Asti schenkte. Es war danach ein Lehen des Bischofs von Asti und wurde dem mächtigen Burgkonsortium der Familie De Montaldo anvertraut, die im 13. Jahrhundert Mitglieder der Astisio-Föderation waren. Im Jahr 1374 wurde es vom Bischof von Asti an Guglielmo Roero verliehen, der es zu einer starken Bastion des bischöflichen Gebiets im Westen machte. Aber seine Nachkommen teilten die Herrschaft so sehr, dass in der ersten Hälfte des 16. Jahrhunderts die örtliche Macht auf etwa fünfzehn Mitherren aufgeteilt wurde. 
Die Pfarrkirche Santissima Annunziata im romanisch-gotischen Stil mit drei Schiffen, in deren Inneren sich ein römischer Marmorstein und ein wertvolles Holzkruzifix befinden und die Kirche San Giovanni, früher das Oratorium der Bruderschaft der Disciplinanti, mit der Apsis im spätromanischen Stil sind historisch wertvolle Bauten. Bemerkenswert ist auch die Kirche San Rocco im gleichnamigen Ort, deren heutige Bauform auf das Ende des 17. Jahrhunderts zurückgeht.
Das Wahrzeichen der Stadt ist ein imposantes Gebäude mit einer Höhe von etwa dreißig Metern und einem Durchmesser von mehr als achteinhalb Metern, das um 1374 von der Familie Roero neben einer älteren Burg erbaut wurde, die einst den „de Montaldo“, den Kastellanen der Stadt, gehörte Bischof von Asti und verschwand im 18. Jahrhundert.